# Bitva u Nisy
Bitva u Nisy se odehrála 18. března 1428 před hradbami slezského města Nisa (Nysa). Spojené oddíly husitů z Čech a Moravy zde drtivě porazily vojsko vratislavského biskupa Konráda, jehož velením byl pověřen kladský hejtman Půta z Častolovic. Střetnutí bylo jedinou větší ozbrojenou konfrontací slezské rejsy, po této události se již ohrožená města nestavěla husitům na odpor a jejich obyvatelé buď uprchli, nebo se snažili vyplatit vysokým výkupným.

## Předehra
Po ukončení úspěšné rejsy do horních Uher, která se odehrála v prvních měsících roku 1428, pokračovalo husitské vojsko v ofenzivních akcích na půdě nepřítele a z Uherského Brodu vyrazilo přes Přerov a hrad Odry ke slezským hranicím. Výpravy se účastnili kališníci z Moravy a příslušníci téměř všech ústředních husitských frakcí z Čech, v čele se sirotčí a táborskou polní obcí. Prve jmenovaní vytáhli do pole pod velením Veleka z Březnice, jenž byl doprovázen knězem Prokůpkem, v čele táborů stáli Prokop Holý, který řídil duchovní a politickou správu vojska, Jan z Bukoviny a jeho pobočník Zikmund z Vranova. Spolu s těmito oddíly vyrazila i část hotovosti Nového města pražského vedená Janem Tovačovským z Cimburka a hejtman táborské posádky v Břeclavi kníže Fedor z Ostrogu. Ačkoli jsou autentické informace o této spanilé jízdě velmi nedostatečné, je známo, že před důrazným postupem českého vojska uprchli obyvatelé Ostravy, Ketře a Osoblahy. Také opavský kníže Václav se neodhodlal k obraně svých statků a raději s husity uzavřel příměří. Dobyt byl hrad Hukvaldy, města Horní Hlohov, Prudník, Bělá a Střelč, jež náležely k majetku Bolka Opolského. Ten pod tíhou okolností uzavřel s Čechy spojeneckou smlouvu po 13. březnu. Další postup husitů posléze směřoval k Nise, kde se jim do cesty postavilo vojsko, jež shromáždil vratislavský biskup Konrád. Do jeho řad mimo jiné povolal Jana Minsterberského, olavského knížete Ludvíka, jeho bratra Ruprechta a kladského hejtmana Půtu z Častolovic. Posledně jmenovaného současně pověřil vrchním velením.

## Bitva

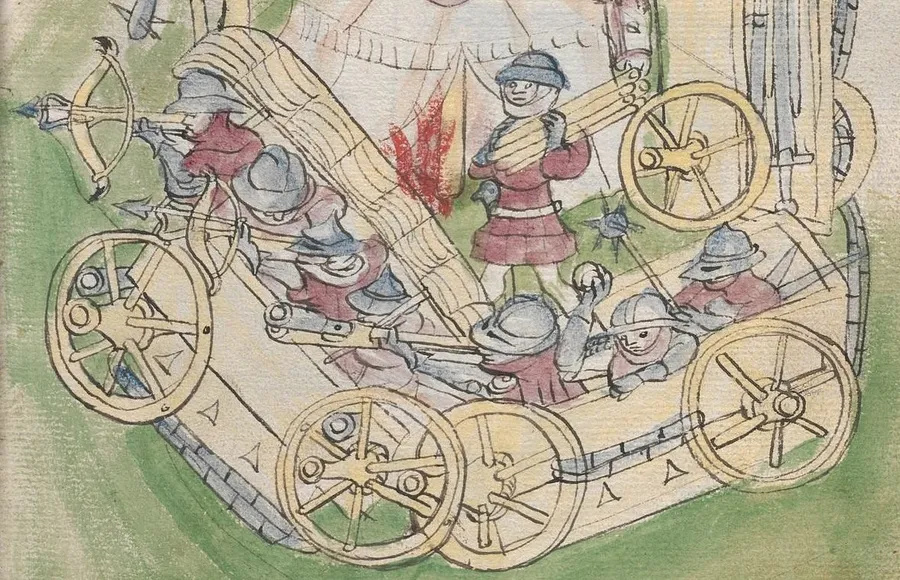
Dobové vyobrazení vozové hradby

O samotném střetnutí informují dva základní české prameny. První z nich lze nalézt v tzv. Kronice starého pražského kolegiáta, z jejíhož obsahu lze předpokládat, že autor byl přímým účastníkem slezské rejsy. Druhým zdrojem je Kronika katolického vojáka a přímého účastníka husitských válek Bartoška z Drahonic. Obě literární práce však bitvu popisují pouze povrchně a její průběh proto nelze interpretovat jednoznačně. 
| „                                     | Potom vévodové slezští, města i biskup seberou vojsko do pole proti nim u Nisy. Na ně v předměstích ti svrchu řečení ze svých vozů s pěšími vyskočí a protivníků dobře na dva tisíce pobijí a utopí; ba několik jich vskočí se svými až do města a spálí vozy Slezáků zároveň s předměstími a s kostely. | “ |
| — Kronika starého pražského kolegiáta | |   |

| „                     | Pak se léta Páně 1428 obrátili do Slezska a položili se táborem u města Nisy. V tomto městě byl však pan Půta z Častolovic s lidmi tamního biskupa. Proti husitům vyšli nějací lidé z předměstí a vesničané, kteří se seběhli. Proti nim postoupila husitská vojska s vozy, se svými zbraněmi a děly a zahájila boj. Konečně přišli na předměstí ti, kdo vyšli z města. Husité tam pobili několik tisíc lidí obojího pohlaví, předměstí vypálili a kdyby jim nebyl statečně bránil Půta z Častolovic se svými lidmi a svými spojenci, byli by se zmocnili i města samého. | “ |
| — Bartošek z Drahonic | |   |

V souladu s tvrzením Bartoška z Drahonic i současní odborníci usuzují, že hlavní sílu slezského vojska tvořili opěšalí sedláci, zformované před městským opevněním. Bitvu zahájili patrně sami husité, kteří na protivníka tvrdě zaútočili, a po krátkém boji jej přinutili hájenou pozici v panice opustit. Při důrazném pronásledování pak bylo údajně pobito nebo v řece utopeno na dva tisíce prchajících. Při pokračujícím útoku české vojsko vypálilo celé Niské předměstí a patrně udeřilo i na samotné město. Tato spontánní akce však narazila na odhodlanou obranu organizovanou Půtou z Častolovic, jemuž se za značného úsilí podařilo husity odrazit.

## Důsledky
Husité se obléháním Nisy nezdržovali. Využili strachu, který zaseli mezi obyvatele Slezska a pokračovali v tažení. Bleskovými výpady se jim podařilo vyplenit poměrně široké území a obsadit města, jejichž obyvatelé dali namísto obrany přednost útěku. Podle písemných pramenů tak učinili například lidé z Pačkova, Frankenštejna, Otmuchova, Břehu, Střelína aj. Někteří měšťané se pokusili zmírnit důsledky vpádu na svá území nabídkou vysokého výkupného. Mezi první z nich patřili Minsterberští, kteří s husity uzavřeli smlouvu po 22. březnu v ležení u Pačkova.

#### Prameny
- Prameny dějin českých. Příprava vydání Josef Emler. Svazek VII. Praha: V komisi Dr. Grégr a Ferd. Dattel 258 s. [Kronika starého kolegiáta pražského].
- Ze zpráv a kronik doby husitské. Praha: Svoboda, 1981. 491 s. [Kronika Bartoška z Drahonic].

#### Sekundární literatura
- FRANKENBERGER, Otakar. Naše velká armáda - díl III. Praha: Zemědělské knihkupectví, 1921. 188 s.
- PALACKÝ, František. Dějiny národu Českého v Čechách a na Moravě. Praha: B. Kočí, 1907. 1279 s.
- ŠMAHEL, František. Husitská revoluce. 3. Kronika válečných let. Praha: Karolinum, 1996. 420 s. ISBN 80-7184-075-0.